# Scream (2022)
Scream (bra: Pânico ou Pânico 5; prt: Gritos), também conhecido como Scream 5, é um filme americano de 2022, do subgênero slasher, dirigido por Matt Bettinelli-Olpin e Tyler Gillett. É uma sequência de Pânico 4 (2011), o quinto filme da série de filmes Pânico, e o primeiro da série não dirigido por Wes Craven, falecido em 2015 e a quem o filme é dedicado. É também o primeiro filme da franquia a não ser produzido pela Dimension Films após seu encerramento em 2018, e o primeiro filme a ser distribuído pela Paramount Pictures. O filme é estrelado por Melissa Barrera, Kyle Gallner, Mason Gooding, Mikey Madison, Dylan Minnette, Jenna Ortega, Jack Quaid, Jasmin Savoy Brown e Sonia Ammar, com Marley Shelton, Skeet Ulrich, Roger L. Jackson, Heather Matarazzo, Courteney Cox, David Arquette e Neve Campbell reprisando seus papéis de filmes anteriores. A trama se passa vinte e cinco anos após os assassinatos originais de Woodsboro em Pânico (1996), quando outro Ghostface aparece e começa a atacar um grupo de adolescentes que estão de alguma forma ligados aos assassinatos originais.
Embora o quinto e o sexto filmes de Pânico tenham sido discutidos após o lançamento de Pânico 4 em 2011, Craven, o roteirista Kevin Williamson e o produtor executivo Harvey Weinstein tiveram dúvidas sobre prosseguir com mais filmes após o desempenho de bilheteria abaixo do esperado do quarto filme. Após as alegações de agressão sexual contra Weinstein em 2017 e o fechamento da Weinstein Company, os direitos da franquia Pânico foram obtidos pela Spyglass Media Group em novembro de 2019, que confirmou que um novo filme seria feito posteriormente. No ano seguinte, Williamson, que estava retornando como produtor executivo, confirmou que o filme não seria um reboot e que Bettinelli-Olpin e Gillett haviam sido contratados em março de 2020 para dirigir o filme. Campbell e Arquette foram confirmados para retornar no final daquele mês, com Cox e os novos membros do elenco se juntando ao longo do meio do ano. As filmagens ocorreram entre setembro e novembro de 2020 na Carolina do Norte. Para evitar vazamentos da trama, inúmeras versões do roteiro foram produzidas e diversas cenas adicionais foram filmadas. Brian Tyler, colaborador frequente de Bettinelli-Olpin e Gillett, foi contratado para compor e conduzir a trilha sonora do filme, substituindo Marco Beltrami, o compositor dos quatro filmes anteriores.
Pânico foi lançado nos Estados Unidos em 14 de janeiro de 2022 pela Paramount Pictures. O filme recebeu críticas geralmente positivas, que elogiaram a direção, as atuações e a homenagem a Craven, com alguns o considerando a melhor sequência de Pânico. Também foi um sucesso de bilheteria, arrecadando mais de US$ 138 milhões contra um orçamento de produção de US$ 24 milhões. Uma sequência, Pânico VI, foi lançada em 10 de março de 2023.

## Enredo
Em 2021, após 25 anos do primeiro massacre em Woodsboro cometido por Billy Loomis e Stu Macher, Tara Carpenter recebe um telefonema do Ghostface enquanto ela está sozinha em sua casa. O assassino hackeia o número de Amber Freeman, melhor amiga de Tara, e também o sistema da casa enquanto desafia Tara a responder perguntas envolvendo filmes de terror. Quando a jovem erra a última questão, Ghostface a ataca e a esfaqueia brutalmente sete vezes, quebrando sua perna no processo.
Em Modesto (Califórnia), Samantha "Sam" Carpenter descobre que Tara sobreviveu ao ataque através do amigo em comum Wes Hicks, onde ela decide retornar à cidade com seu namorado Richie Kirsch. Wes, os irmãos gêmeos e sobrinhos do falecido Randy Meeks, Chad e Mindy Meeks-Martin, a namorada de Chad, Liv McKenzie, e Amber conversam sobre a tentativa de assassinato de Tara. Amber suspeita de Chad ao perceber manchas roxas em seu braço, e ele diz que foram por causa do treino de futebol. Samantha e Richie vão ao hospital cuidar de Tara, encontrando Amber, Wes, Mindy e Chad. À noite, um caso amoroso não resolvido de Liv, Vince Schneider, é esfaqueado fatalmente pelo Ghostface após uma discussão de bar com os amigos de Tara. Enquanto isso, Sam toma seus medicamentos para conter suas alucinações envolvendo Billy Loomis antes de ser atacada pelo assassino e escapar ilesa.
Richie e Amber começam a suspeitar um do outro, enquanto Sam troca provocações com a xerife Judy Hicks. É revelado que Sam é filha de Billy e que decidiu se afastar de sua família por precaução de não se tornar uma potencial assassina. Isso magoa Tara e ela manda a irmã ir embora. Richie e Sam vão encontrar o recluso Dewey Riley vivendo em um trailer após sua separação com Gale Weathers, agora uma apresentadora de TV. Ele situa o casal sobre as regras dos filmes para sobreviverem, mas recusa ajudá-los. Dewey acaba mudando de ideia e após avisar Sidney Prescott e Gale dos ataques, participa de uma reunião na casa de Martha Meeks com os amigos de Tara, onde ele diz que todos são potenciais suspeitos. Descobre-se que os três ataques até agora foram contra pessoas relacionadas aos assassinos originais, já que Vince era sobrinho de Stu Macher. Mindy afirma que o novo assassino está fazendo um Reboot (ficção) da franquia após o fracasso de Stab 8, chamado de Stab (2021). Eles deduzem que o assassino é provavelmente um fã de Stab que está usando Tara e seus amigos como a nova geração e usando a conexão de Sam com Billy como uma maneira de tecer os personagens ligados, Sidney, Dewey e Gale, na história. Sam fica com raiva quando é acusada de ser a assassina e foge. Enquanto dirige, ela tem outra alucinação de Billy e evita por pouco um acidente de carro fatal.
Na casa dos Hicks, a xerife Judy está pedindo o jantar por telefone e ouve um barulho na sala. Ela pega uma faca e vasculha a casa, revelando que é apenas seu filho Wes. Judy sai para pegar o jantar e Wes entra no chuveiro para tomar banho. Enquanto dirige, ela recebe uma ligação do assassino que revela estar observando Wes no banheiro. Judy volta para casa com o carro em alta velocidade, tentando rastrear a ligação. Ela corre em direção até a porta de sua casa para salvar Wes, no entanto, Ghostface aparece e a esfaqueia várias vezes, matando-a. Lá dentro, Wes sai do chuveiro e começa a se preparar para o jantar. Ele ouve a porta da frente se abrir, mas quando a verifica, encontra-a entreaberta. Wes fecha a porta, mas depois quando se vira Ghostface se lança sobre ele. Wes tenta lutar contra o assassino, no entanto, Ghostface leva a melhor e o esfaqueia na garganta, matando-o também. Após Gale regressar à Woodsboro buscando informações sobre as novas mortes e reencontrar Dewey, Sam retorna desesperada com Dewey e Richie ao hospital para impedir o assassinato de Tara. O assassino ataca Richie e usa seu telefone para se comunicar com Sam enquanto persegue Tara. Eles conseguem salvá-la, mas Dewey é estripado pelo Ghostface e morre.
Sidney também regressa à cidade, consola a amiga Gale e as duas lamentam a morte de Dewey. Tara e Sam se reconciliam e decidem partir de Woodsboro com Richie. Elas são confrontadas por Gale e Sidney onde esta última implanta um rastreador secreto no carro de Richie. Quando Tara percebe que perdeu seu inalador, eles decidem buscar um substituto na casa de Amber, que está realizando uma festa em homenagem ao Wes. Amber vai sozinha até o porão buscar cerveja, quando é surpreendida por Mindy, que a repreende dizendo que ela não deve andar sozinha tendo um assassino perigoso à solta. Amber diz que também não se deve seguir ninguém até um porão escuro. Mindy então revela ser a assassina, porém desmente logo em seguida e pede para Amber tomar mais cuidado. Na festa, Chad suspeita que Liv é a assassina. A garota sai chateada e Chad vai atrás dela fora da casa, onde ele acaba sendo esfaqueado várias vezes pelo assassino segundos antes da chegada de Sam, Tara e Richie na casa de Amber, se revelando a antiga residência de Stu. O trio entra e Amber cancela a festa. Liv volta à sala e Mindy fica desconfiada, pois Chad saiu a procura dela e ainda não voltou. As duas discutem, e Liv ameaça Mindy antes de sair mais uma vez. Quando todos se separam para realizar tarefas diferentes na casa, Mindy é apunhalada no ombro pelo assassino que foge após Sam intervir. Uma discussão ocorre para saber quem é o assassino, até que Amber se revela e atira fatalmente na cabeça de Liv.
No porão, Sam e Richie estão escondidos e Richie revela que acha que Tara pode ser a outra assassina. Sam perde a confiança em Richie e o deixa no porão sozinho. Sidney e Gale chegam na casa através do rastreamento no carro de Richie. Elas não compram a encenação de vítima de Amber que atira contra Gale antes de fugir. Com Gale deixada para trás, Sidney entra sozinha na casa. Sam encontra Tara amarrada em um armário no andar de cima, mas hesita em desamarrá-la. Sidney conversa com o assassino por celular antes de encontrar Richie escondido em um quarto, o ferindo acidentalmente no processo. Ghostface ataca Sidney e ambos caem do parapeito do segundo andar, onde Sam alcança a arma para matar o assassino. Ela é impedida por Richie, se revelando o segundo Ghostface ao esfaqueá-la no estômago. Amber e Richie levam Sam, Sidney e Gale para a cozinha e revelam que a dupla é fã fanática da franquia de Stab. Indignados com o fracasso de Stab (2021), eles planejam realizar uma nova onda de assassinatos para que Hollywood possa criar uma sequência desses eventos com Sam sendo a culpada em busca de justiça pelo seu pai.
Amber vai buscar Tara para finalizá-la, mas Sam já havia soltado a irmã antes. Tara confronta Amber, enquanto Sidney e Sam desarmam Richie. Após Tara ser nocauteada, Gale e Sidney lutam contra Amber, onde a assassina é incendiada ao cair no fogão após três tiros. Richie luta contra Sam, onde com ajuda de suas alucinações do seu pai, ela o mata com múltiplas facadas e disparos. Amber surge queimada para tentar matar Sam, Sidney e Gale, mas é baleada na cabeça por Tara. Os irmãos Meeks-Martin e Tara são levados ao hospital com Sam como acompanhante. Sam agradece pela ajuda de Sidney e Gale antes de acompanhar Tara. Gale revela que não irá fazer um livro sobre o novo massacre e que prefere homenagear Dewey Riley invés disso, encerrando o filme.

## Elenco
- Neve Campbell como Sidney Prescott
- Courteney Cox como Gale Weathers
- David Arquette como Dewey Riley
- Melissa Barrera como Samantha "Sam" Carpenter
- Jenna Ortega como Tara Carpenter
- Jack Quaid como Richie Kirsch
- Mikey Madison como Amber Freeman
- Jasmin Savoy Brown como Mindy Meeks-Martin
- Mason Gooding como Chad Meeks-Martin
- Marley Shelton como Judy Hicks
- Dylan Minnette como Wes Hicks
- Sonia Ben Ammar como Liv McKenzie
- Kyle Gallner como Vince Schneider
- Heather Matarazzo como Martha Meeks
- Skeet Ulrich como Billy Loomis
- Chester Tam como Policial Vinson
- Reggie Conquest como Policial Farney
- Roger L. Jackson como Ghostface (voz).

Enquanto Richie está assistindo a um vídeo do YouTube sobre Stab 8, uma miniatura ao lado mostra a fotografia de Hayden Panettiere como Kirby Reed, personagem de Scream 4, referindo-se a ela como "Woodsboro Survivor" ("sobrevivente de Woodsboro").
Os atores de outros filmes da franquia Pânico, Matthew Lillard (Stu Macher), Drew Barrymore (Casey Becker), Jamie Kennedy (Randy Meeks), Hayden Panettiere (Kirby Reed), Henry Winkler (Arthur Himbry) e Adam Brody (Ross Hoss) fazem as dublagens dos convidados que participam de um brinde a Wes, que também serve como uma homenagem a Wes Craven. Dublagens adicionais no brinde são fornecidas pelos diretores Matt Bettinelli-Olpin e Tyler Gillett, pela viúva de Craven, Iya Labunka, pelo roteirista anterior de Pânico, Kevin Williamson, pelo compositor anterior Marco Beltrami, pelo editor anterior Patrick Lussier, pela coprodutora anterior Julie Plec e pelo cineasta Rian Johnson. Lillard também dubla Ghostface em Stab 8 e Barrymore dubla o diretor de uma escola. Jamie Kennedy forneceu à produção fotografias inéditas de sua versão mais jovem para serem usadas como seu personagem Randy Meeks em Pânico (1996), Pânico 2 (1997) e Pânico 3 (2000), para um santuário na sala de estar de Martha, Chad e Mindy, enquanto uma imagem de Panettiere como seu personagem Kirby Reed em Pânico 4 (2011) é mostrada brevemente, revelando retroativamente que o personagem sobreviveu aos eventos do filme. Imagens da estrela de Pânico 3, Scott Foley, e da estrela de Pânico 2, Joshua Jackson, são mostradas brevemente em um filme "Stab" dentro de um filme, usando cenas da dupla tiradas do episódio "The Scare" de Dawson's Creek.
James A. Janisse e Chelsea Rebecca, do canal do YouTube Dead Meat, aparecem como apresentadores do canal fictício do YouTube Film Fails. Christopher Speed interpreta Randy Meeks no filme Stab.

## Produção

### Desenvolvimento
Em 2011, Wes Craven confirmou que foi contratado para trabalhar no quinto e sexto filmes da franquia Pânico, a serem feitos se o quarto filme tivesse um lançamento e recepção bem-sucedidos. Após dificuldades com a reescrita do roteiro de Pânico 2, Pânico 3 e Pânico 4, muitas vezes com as páginas ficando prontas apenas no dia da filmagem, e o estresse relacionado à situação, Craven declarou que precisaria ver uma versão finalizada do roteiro de Pânico 5 antes de se comprometer com a produção. Kevin Williamson também confirmou que tinha obrigações contratuais para os roteiros de Pânico 4 e Pânico 5, tendo submetido conceitos para três filmes que levaram a Pânico 6, embora seu contrato para o sexto filme ainda não tivesse sido finalizado. Williamson indicou que, se um Pânico 5 fosse feito, seria uma continuação da história dos personagens que viveram Pânico 4, mas que Pânico 4 não incluiria nenhum gancho que levasse a uma possível sequência.
Antes do lançamento de Pânico 4, o ator David Arquette também apoiou um possível futuro da franquia, afirmando que "[o final] definitivamente deixa isso em aberto", antes de acrescentar que ele acolheria com satisfação a oportunidade de interpretar o personagem Dewey em futuros filmes. Em maio de 2011, o produtor executivo Harvey Weinstein confirmou que uma sequência era possível, dizendo que, apesar de Pânico 4 ter tido um desempenho abaixo das expectativas financeiras da Weinstein Company, ele ainda estava feliz com a bilheteria. Em fevereiro de 2012, quando perguntado sobre a possibilidade de fazer Pânico 5, Williamson declarou na época que não sabia se o filme seria feito, dizendo: "Não vou fazer isso".
Em 30 de setembro de 2013, Harvey Weinstein expressou seu interesse em um quinto filme, afirmando: "Estou implorando [a Bob Weinstein] para fazer o filme e simplesmente terminá-lo. Já exploramos essa vaca." Em julho de 2014, Williamson expressou dúvidas sobre a possibilidade de um quinto filme, dizendo: "Acho que Pânico 4 nunca decolou como eles esperavam". Ele também elaborou sobre sua saída da série, já que Craven e sua equipe "já haviam terminado com ele". Mais tarde, Williamson detalhou seus planos, onde um Pânico 5 proposto acompanharia Jill sendo perseguida em um campus universitário, enquanto Pânico 6 contaria com Gale no papel principal e se concentraria em seu relacionamento com Dewey. Em 25 de junho de 2015, o The Wall Street Journal entrevistou Bob Weinstein. Questionado sobre a possibilidade de uma continuação cinematográfica após Pânico 4, Weinstein negou veementemente a possibilidade de um quinto filme ou qualquer continuação da franquia, citando a série da MTV como o lugar certo para a franquia encontrar um novo fôlego. "É como colocar um filme de arte em um cinema de arte", disse Weinstein. "Onde os adolescentes residem é na MTV."
Após o fechamento da Weinstein Company, em decorrência de inúmeras acusações de má conduta sexual contra Harvey Weinstein, o destino da franquia Pânico ficou em suspenso. No início de 2019, começaram a circular relatos de que a Blumhouse Productions, especializada em filmes de terror, estava interessada em reviver a série, e que o chefe do estúdio, Jason Blum, estava trabalhando para viabilizar a produção de episódios de Pânico. Esses relatos foram confirmados como falsos. Em novembro de 2019, o Spyglass Media Group adquiriu os direitos para produzir um novo filme da franquia Pânico. Não se sabia na época se seria uma sequência, um reboot ou um remake. Também não se sabia se Williamson retornaria. No mês seguinte, foi anunciado que o filme contaria com um novo elenco, mas poderia contar com participações de antigos membros do elenco principal. Em 18 de novembro de 2020, Kevin Williamson revelou que o título oficial do filme é Scream. O título Scream Forever foi considerado e usado pela primeira vez no rascunho inicial do roteiro.

### Bettinelli-Olpin e Gillett e elenco
Em março de 2020, foi anunciado que Matt Bettinelli-Olpin e Tyler Gillett, da Radio Silence, dirigiriam o quinto filme, com Kevin Williamson como produtor executivo, e que o filme já havia entrado em desenvolvimento oficial, com as filmagens planejadas para começar em maio de 2020. Os cineastas estavam desenvolvendo Cocaine Bear quando os produtores os abordaram para dirigir o filme. Em maio de 2020, foi anunciado que Neve Campbell estava em negociações para reprisar seu papel como Sidney Prescott no filme. No mesmo mês, foi anunciado que David Arquette reprisaria seu papel de Dewey Riley; James Vanderbilt e Guy Busick foram anunciados como roteiristas. Também foi confirmado que a produção do filme começaria no final do ano em Wilmington, Carolina do Norte, quando os protocolos de segurança para lidar com a pandemia de COVID-19 estivessem em vigor. Quando o roteirista/produtor James Vanderbilt apresentou o roteiro a Williamson e o convidou para participar do filme, ele recusou a oferta, alegando que não queria se envolver em um projeto de Pânico sem Wes Craven. Williamson acabou entrando em contato com Vanderbilt mais tarde, concordando em participar do filme sob a condição de que o filme fosse dedicado a Craven.
Em junho de 2020, a Variety informou que o filme seria distribuído pela Paramount Pictures e inicialmente tinha como meta um lançamento em 2021, o que completaria 25 anos desde o lançamento do primeiro filme em 1996. A Variety também observou que ainda não se sabia se Courteney Cox ou Campbell, ou quaisquer outros atores famosos além de Arquette, reprisariam seus papéis. Em 31 de julho de 2020, Cox postou um vídeo em sua conta oficial do Instagram, confirmando seu retorno à franquia para o quinto filme. A notícia foi posteriormente confirmada por vários outros veículos.
Em agosto de 2020, a Paramount Pictures anunciou que o filme estava programado para ser lançado em 14 de janeiro de 2022, tendo sido adiado de seu lançamento provisório original de 2021 devido à pandemia de COVID-19. Em agosto de 2020, Melissa Barrera e Jenna Ortega foram escaladas para papéis não revelados. Em uma entrevista ao Nightmare on Film Street em 11 de setembro de 2020, Ortega foi confirmada como protagonista pelo diretor McG de The Babysitter: Killer Queen. Também em setembro de 2020, Jack Quaid se juntou ao elenco em um papel não revelado. No mesmo mês, foi confirmado que Neve Campbell, Marley Shelton e Roger L. Jackson retornariam para reprisar seus papéis, com Dylan Minnette, Mason Gooding, Kyle Gallner, Jasmin Savoy Brown, Mikey Madison e Sonia Ben Ammar se juntando ao elenco. Skeet Ulrich reprisou seu papel como Billy Loomis pela primeira vez desde Pânico (1996). Ulrich filmou suas cenas em um dia com Barrera em frente a uma tela verde. Rian Johnson deveria fazer uma aparição especial como ele mesmo, mas seus compromissos com Glass Onion: A Knives Out Mystery o impediram de fazê-lo. Em vez disso, Johnson é mencionado de passagem como o diretor do filme fictício Stab 8.

### Filmagens
As filmagens principais estavam originalmente programadas para começar em Wilmington, Carolina do Norte, em maio de 2020, mas foram adiadas devido à pandemia de COVID-19. As filmagens começaram em 23 de setembro de 2020, sob o título provisório Parkside. As filmagens ocorreram em várias avenidas de Wilmington, incluindo cenas externas da Williston Middle School e cenas internas do Cardinal Lanes Shipyard e da 10th Street (entre as ruas Ann e Castle). O filme recebeu US$ 7 milhões em descontos do North Carolina Film Office. No meio da produção, o estúdio hesitou em matar o personagem Dewey e solicitou que os diretores filmassem uma cena alternativa mostrando sua sobrevivência. Bettinelli-Olpin e Gillett filmaram uma breve cena com Campbell e Cox, "sem intenção alguma de usá-la". As filmagens foram concluídas em 17 de novembro de 2020. A existência não apenas de múltiplas versões do roteiro do filme, mas também de múltiplas cenas filmadas, para evitar que detalhes do enredo real vazassem antes do lançamento do filme, foi confirmada em abril de 2021. Durante a fase de pós-produção, Michel Aller atuou como editor principal do filme. O editor Patrick Lussier forneceu feedback sobre um corte inicial do filme. A pós-produção do filme foi concluída em 7 de julho de 2021.

### Música
Em 12 de maio de 2021, foi confirmado que Brian Tyler comporia a trilha sonora do filme. Tyler já havia trabalhado com Matt Bettinelli-Olpin e Tyler Gillett em Ready or Not, e substituiria Marco Beltrami, que compôs a trilha sonora dos quatro filmes anteriores. O álbum da trilha sonora foi lançado em 7 de janeiro de 2022 pela Varèse Sarabande.

## Lançamento

### Nos cinemas
Pânico foi lançado em 14 de janeiro de 2022 pela Paramount Pictures. A estreia do filme no tapete vermelho estava marcada para 11 de janeiro de 2022, mas foi cancelada devido à pandemia prolongada da COVID-19 e ao aumento da variante Ômicron.

### Home media
Nos Estados Unidos, Scream foi lançado digitalmente em 1º de março de 2022. Foi lançado em Ultra HD Blu-ray, Blu-ray e DVD em 5 de abril de 2022 pela Paramount Home Entertainment. O filme arrecadou US$ 5,1 milhões em vendas digitais.

## Recepção

### Bilheteria
Pânico arrecadou US$ 81,6 milhões nos Estados Unidos e Canadá, e US$ 57,2 milhões em outros territórios, para um total mundial de US$ 138,9 milhões. O Deadline Hollywood estimou o lucro líquido do filme em US$ 56,7 milhões, considerando todas as despesas e receitas.
Nos Estados Unidos e no Canadá, a projeção era de que Pânico arrecadaria pelo menos US$ 20 milhões em 3.661 cinemas durante seu fim de semana de estreia de quatro dias, que incluiu o feriado do Dia de Martin Luther King Jr. Algumas estimativas foram maiores: a Variety e a Comscore previram uma abertura de US$ 25 a 30 milhões enquanto o Boxoffice Pro projetou uma abertura de quatro dias de US$ 28 a 39 milhões, levando em conta o boca a boca positivo, os jovens espectadores sendo parte do público-alvo, a exclusividade do cinema, a pré-venda de ingressos e o burburinho nas mídias sociais, e o filme servindo como um renascimento de uma franquia bem conhecida. O filme arrecadou US$ 13,3 milhões em seu primeiro dia, incluindo US$ 3,5 milhões nas prévias de quinta-feira à noite. Estreou arrecadando US$ 30 milhões (e US$ 33,8 milhões ao longo dos quatro dias), tornando-se o primeiro filme a destronar Homem-Aranha: Sem Volta para Casa nas bilheterias. Os homens representavam 53% do público durante a estreia, com a faixa etária de 18 a 34 anos representando 67% das vendas de ingressos e os maiores de 25 anos, 58%. A distribuição étnica do público mostrou que 46% eram caucasianos, 33% hispânicos ou latinos, 11% afro-americanos e 5% asiáticos ou de outras etnias. O filme caiu 58,7% em seu segundo fim de semana, para US$ 12,2 milhões, ficando em segundo lugar, atrás de No Way Home. O filme arrecadou US$ 7,2 milhões em seu terceiro fim de semana, US$ 4,8 milhões em seu quarto, US$ 3 milhões em seu quinto, e US$ 2 milhões em seu sexto, US$ 1,3 milhão em seu sétimo, US$ 575.787 em seu oitavo, e US$ 469.394 em seu nono. O filme saiu do top 10 de bilheteria em seu décimo final de semana, terminando em décimo terceiro com US$ 237.315.
Fora dos EUA e Canadá, o filme arrecadou US$ 17,9 milhões em seu fim de semana de estreia em 50 mercados. O filme arrecadou US$ 10,2 milhões em 54 mercados em seu segundo fim de semana, US$ 6,5 milhões em 55 mercados em seu terceiro, e US$ 4,3 milhões em 59 mercados em seu quarto.

### Resposta da crítica
No site agregador de críticas Rotten Tomatoes, o filme tem uma taxa de aprovação de 76%, com base em 303 avaliações, e uma média de 6,6/10. O consenso crítico do site diz: "O quinto Pânico mostra a franquia trabalhando mais do que nunca para manter sua vantagem meta – e obtendo sucesso surpreendentemente com frequência." No Metacritic, o filme tem uma pontuação média ponderada de 60 de 100, com base em 49 críticos, indicando avaliações "mistas ou médias". O público entrevistado pelo CinemaScore deu ao filme uma nota média de B+ em uma escala de A+ a F, enquanto o público do PostTrak deu uma nota geral positiva de 79%, com 61% dizendo que definitivamente o recomendariam.
Aedan Juvet, do Screen Rant, chamou a entrada de um excelente slasher moderno e escreveu: "Embora a franquia sempre tenha sido uma propriedade distinta com perfeição pura, o recente retorno de Scream eleva o nível para aspirantes a slashers, mais uma vez estabelecendo um padrão para o terror moderno — assim como fez 25 anos atrás." Michael Phillips, do Chicago Tribune, escreveu: "Se fôssemos fazer uma comparação entre franquia e reboot: Pânico fica no meio do caminho entre o muito bom Halloween de 2018 e a sequência pesada Halloween Kills." Peter Bradshaw, do The Guardian, deu ao filme 3 de 5 estrelas, escrevendo: "Mas ele ainda é capaz de produzir alguns decibéis agudos e penetrantes". Wenlei Ma, do News.com.au, avaliou o filme com 3 de 5 estrelas e disse que "Pânico 5 não tem o brilho que Bettinelli-Olpin e Gillett trouxeram para seu trabalho anterior. Pânico 5 é certamente engraçado e irreverente, mas seu defeito é que raramente é assustador". Escrevendo para o The New York Times, Jeannette Catsoulis fez uma crítica negativa ao filme, criticando o fanservice. Ela declarou: "Cansadamente repetitivo e totalmente livre de sustos, Pânico nos ensina principalmente que plantar ovos de Páscoa não substitui semear ideias."
As performances do elenco foram particularmente elogiadas. Campbell foi aclamada por sua atuação, e foi notada por sua interpretação "nova" do papel de Prescott. O Hollywood Reporter escreveu que "é um prazer ver Campbell novamente em ótima forma como Sidney, retornando a Woodsboro para cuidar de negócios inacabados". A revista Elle nomeou Campbell como a "Rainha Reinante de Scream" e declarou que "Sidney talvez não tivesse tanto impacto nas pessoas se não fosse pela interpretação de Campbell, repleta de vulnerabilidade, inteligência e uma dose agradável de humor".
No episódio de 22 de julho de 2022 do podcast The Big Picture do The Ringer, o diretor Jordan Peele destacou o filme quando perguntado "Qual foi a última coisa ótima que você viu?", descrevendo-o como "inteligente" e "divertido", e observando que "as atuações são ótimas".

### Prêmios e indicações
| Ano  | Prêmio                                              | Categoria                     | Indicação                     | Resultado | Ref.    |
| ---- | --------------------------------------------------- | ----------------------------- | ----------------------------- | --------- | ------- |
| 2022 | Hollywood Critics Association Midseason Film Awards | Melhor Terror                 | Scream                        | Indicado  | [ 109 ] |
| 2022 | MTV Movie & TV Awards                               | Melhor Filme                  | Scream                        | Indicado  | [ 110 ] |
| 2022 | MTV Movie & TV Awards                               | Melhor Atuação Assustada      | Jenna Ortega                  | Venceu    | [ 110 ] |
| 2022 | People's Choice Awards                              | Filme Dramático de 2022       | Scream                        | Indicado  | [ 111 ] |
| 2022 | The Queerties                                       | Filme de Estúdio              | Scream                        | Indicado  | [ 112 ] |
| 2022 | Prêmio Saturno                                      | Melhor Filme de Terror        | Scream                        | Indicado  | [ 113 ] |
| 2022 | Prêmio Saturno                                      | Melhor Roteiro                | James Vanderbilt e Guy Busick | Indicado  | [ 113 ] |
| 2023 | Fangoria Chainsaw Awards                            | Melhor Desempenho Coadjuvante | Jenna Ortega                  | Pendente  | [ 114 ] |

## Sequência
Em janeiro de 2022, Neve Campbell e os diretores do filme expressaram interesse em fazer futuros filmes da série. Um sexto filme foi oficialmente aprovado em 3 de fevereiro de 2022, com o retorno da mesma equipe criativa. Courteney Cox confirmou seu envolvimento em março.
Em maio de 2022, foi anunciado que Melissa Barrera, Jasmin Savoy Brown, Mason Gooding e Jenna Ortega também retornariam para o sexto filme. No dia seguinte, também foi anunciado que Hayden Panettiere reprisaria seu papel de Kirby Reed do quarto filme.
Em 6 de junho, Neve Campbell anunciou que não reprisaria seu papel como Sidney no sexto filme, dizendo: "Senti que a oferta que me foi apresentada não correspondia ao valor que eu trouxe para a franquia", mas acrescentou: "A todos os meus fãs de Pânico, eu amo vocês. Vocês sempre me apoiaram incrivelmente. Sou eternamente grata a vocês e a tudo o que esta franquia me proporcionou nos últimos 25 anos."
Pânico VI foi lançado nos cinemas dos Estados Unidos em 10 de março de 2023 pela Paramount Pictures.